# Adolf Vamberský
Adolf Vamberský (5. června 1888, Chlumec nad Cidlinou – 23. června 1951, Praha) byl český konstruktér, ředitel koncernu Škodových závodů v Plzni.

## Kariéra v podniku Škoda
Poté, co vystudoval pražskou techniku s vyznamenáním, nastoupil v únoru 1911 do zbrojního oddělené plzeňské Škody, kde se stal přednostou konstrukčních kanceláří. V roce 1919 odjel ing. Vamberský coby zástupce Škody (spolu s ing. Josefem Pokorným ze Spojených strojíren) do Paříže dohodnout podmínky pro vstup francouzského kapitálu do Škodovky formou odkupu akcií, v září téhož roku pak přešly Škodovy závody do francouzské kapitálové sféry, když většinu akcií převzal zbrojní koncern Schneider & Cie a umožnil Škodě využívat svého obchodního aparátu k rozšiřování zejména investičního strojírenství.
V lednu 1933 byl ing. Vamberský jmenován závodním ředitelem, od 7. prosince 1937 vrchním technickým ředitelem, dne 17. března 1938 se stal generálním ředitelem celého koncernu Škoda. Stalo se tak poté, co zemřel dlouholetý předseda správní rady dr. Karel Loevenstein, kterého v této funkci nahradil dosavadní generální ředitel ing. Vilém Hromádko. Na jím uvolněné ředitelské místo pak správní rada zvolila právě ing. Vamberského.
Necelý rok poté zaniklo zbytkové pomnichovské Česko-Slovensko, a zatímco generální ředitelství Škoda i s řadou výrobních závodů sídlilo v Protektorátu Čechy a Morava, mnohé další závody se de iure staly závody zahraničními (například zbrojovka ve slovenské Dubnici). Škoda se stala součástí nacistické vojenské výroby, konkrétně průmyslového gigantu Reichswerke AG für Erzbergbau und Eisenhütten „Hermann Göring“ – přestože tato RWHG získala jen asi 20 % akcií, chovali se jeho představitelé jako stoprocentní vlastníci, zejména nový předseda správní rady dr. Wilhelm Voss. Jakkoliv měl Vamberský přikázáno provést konverzi výroby pro potřeby bleskové války (předpokládalo se tehdy ukončení bojů do roku 1942 a následná civilní výroba pro potřeby mírového žití ve velké Říši), dařilo se mu (alespoň podle svědectví úředníků a ředitelů při poválečném procesu) tyto změny úspěšně brzdit a zdržovat, dokonce intervenoval za zatčené či totálně nasazené české zaměstnance. Škoda pod jeho vedením měla i velkorysý sociální program pro zaměstnance, se závodními vývařovnami a kulturními akcemi přinejmenším pro zaměstnance v Plzni a okolí. V roce 1943 ještě vydal ing. Vamberský vyhlášku o vzniku centrálního Historického archivu Škodových závodů, díky čemuž byla velká část technických archiválií převezena mimo Plzeň a unikla tak pravděpodobné zkáze při pozdějších spojeneckých náletech. S prodlužující se válkou totiž postupně upadala idea civilní výroby, Škoda se musela stále více orientovat na výrobu pro armádní potřeby a logicky se tak stala opakovaným cílem spojeneckých náletů – zvláště na jaře 1945, kdy už byla prakticky jedinou větší funkční zbrojovkou německé říše, schopnou zásobovat její armádu (tanky, municí, protiletadlovými děly aj.) až přímo na frontu.
Koncem dubna 1945 se ing. Vamberský stal členem (neúspěšné) delegace, která dne 25. dubna 1945 na příkaz státního ministra Karla Hermanna Franka odletěla k vrchnímu veliteli německých vojsk na západní frontě, maršálu Albertu Kesselringovi, s nabídkou separátního míru: podle Franka měly jednotky polního maršála Ferdinanda Schörnera převzít ochranu Protektorátu proti sovětským armádám, uzavřít mír přímo s anglo-americkými činiteli a Prahu předat Spojencům. Členy této delegace byli předseda protektorátní vlády Richard Bienert, ministr zemědělství a lesnictví Adolf Hrubý, ředitel exportní firmy Jaroslav Kratochvíl, bývalý generál Vojtěch Vladimír Klecanda, právník JUDr. Hermann Raschhofer coby odborník na mezinárodní právo a ing. Vamberský coby zástupce zbrojovky. Shodou okolností se tak vyhnul nejsilnějšímu náletu na Plzeň, který právě toho dne zničil přes 70 % plzeňského podniku včetně budovy ředitelství.
Krátce po skončení bojů na západní frontě ing. Vamberský rezignoval na ředitelské místo: dne 7. května 1945 složil funkci do rukou širšího předsednictva plzeňského Národního výboru. Necelý měsíc poté dosáhl věku 57 let a ke dni 30. června 1945 byl úředně penzionován. Není bez zajímavosti, že jeho nástupcem v čele společnosti (s dočasným názvem funkce jako "koncernový prezident") se stal opět ing. Vilém Hromádko.

## Soudní proces kvůli kolaboraci
Již v roce 1945 byl ing. Vamberský obviněn z kolaborace s nacisty. V březnu 1946 s ním pak bylo zahájeno řízení před Národním soudem v Praze. Národní prokurátor František Tržický mu kladl za vinu, že coby generální ředitel Škody kolaboroval s okupanty a že svou účastí v Bienertově delegaci i členstvím v rozšířeném výboru České ligy proti bolševismu spáchal zločin proti státu podle § 3 odst. I. Velkého retribučního dekretu.
Ohledně své cesty na západní frontu se Vamberský hájil tím, že nemohl sám rozhodovat o své účasti v delegaci a že podle informací od ministra Hrubého o cestě věděla i Fierlingerova košická vláda. On sám prý doufal, že tím odvrátí hrozící bombardování Prahy.
O Vamberského chování po dobu okupace u soudu svědčila řada lidí, kteří potvrdili, že brzdil zbrojní výrobu, zabránil přenesení části výrobního zařízení Škody do továrny v Alpách a podporoval protiněmecký odboj. Vrchní ředitel Josef Modrý označil Vamberského za iniciátora pomalé práce ve výrobě zbraní a uvedl, že právě přičiněním Vamberského mohla Škoda ještě v roce 1940 dodat do Sovětského svazu velké množství nejmodernějších zbraní včetně prototypů. Modrý dále potvrdil, že obžalovaný několikrát intervenoval za své zatčené zaměstnance a dosáhl jejich propuštění – v tomto smyslu svědčil také Vamberského předchůdce (a nástupce) Vilém Hromádko, který vypověděl, že právě Vamberský ho dostal z německého kriminálu a že Vamberský po celou dobu okupace podporoval ve Škodovce odbojáře. Podle ředitele J. Škvora byl Vamberský vždy stoprocentním Čechem a z podniku chtěl několikrát odejít, protože ho Němci nenáviděli. I podle svědka J. Hozy měl Vamberský často rozepře s německým ředitelem Pohlem, když bránil zájmy pracujících, měl na zřeteli záchranu strojírenského závodu a svým řízením sabotoval zbrojní výrobu; Vamberský se podle něj pak musel dokonce, na udání předsedy správní rady dr. Vosse, ze své činnosti zpovídat až na ředitelství ovládajícího koncernu RWHG.
O přelíčení a trestu lze mít za to, že měly politické pozadí. Přes všechna svědectví byl ing. Adolf Vamberský uznán vinným a dne 12. března 1946 jej Národní soud odsoudil ke 3 rokům těžkého žaláře, zostřeného čtvrtletně tvrdým ložem. V rozsudku se praví, že „polovina jeho majetku propadá a pozbývá občanské cti navždy“, zkonfiskován byl také jeho dům na Ořechovce v Lomené ulici čp. 33/472.
Ing. Vamberský zemřel na následky během věznění podlomeného zdraví 23. června 1951.

## Syn
Jméno ing. Adolfa Vamberského – konstruktéra může být zaměňováno se jménem jeho syna dr. ing. Adolfa Vamberského (†1954) – fyzika a metalurga. Ten se stal jedním ze zakladatelů oboru práškové metalurgie v Československu: německý odborník na slinuté kovy dr. Curt Agte (1896–1972) totiž po roce 1938 přesunul z Berlína svou firmu De-Ha-We (Deutsche Hartmetall Werkzeug) do bývalé knoflíkárny v Přípeří u Děčína, kde byl blízko rudným dolům na cenné kovy. Roku 1945 tato společnost přešla, i s téměř všemi německými a českými odborníky, pod správu plzeňské Škody. Roku 1951 pak dr. ing. Vamberský s dr. Agtem stáli u zrodu Výzkumného ústavu práškové metalurgie ve Vestci u Prahy.
Dr. ing. Vamberský byl autorem publikace Základy práškové metalurgie, kterou vydalo Státní nakladatelství technické literatury v roce 1953. V této oblasti mu bylo dále uznáno jedenáct československých patentů – u pěti z nich je výhradním autorem (82488, 83659, 84795, 87231, 87237) a u šesti dalších spoluautorem (spolu s dr. C. Agtem nebo G. Durynkem).